# 沙努斯
沙努斯（法語：Chanousse，法語發音：[ʃanus]）是法国上阿尔卑斯省的一个市镇，属于加普区。

## 地理
沙努斯（44°21'18"N, 5°39'20"E）面积20.32 平方千米，位于法国普罗旺斯-阿尔卑斯-蓝色海岸大区上阿尔卑斯省，该省份为法国东南部内陆省份，北起萨瓦省，西北接伊泽尔省，西南接德龙省，南至上普罗旺斯阿尔卑斯省，东北部与意大利接壤。
与沙努斯接壤的市镇（或旧市镇、城区）包括：埃图瓦勒圣西里斯、梅勒伊、蒙克吕、蒙热、奥皮埃尔、特雷斯克莱乌。

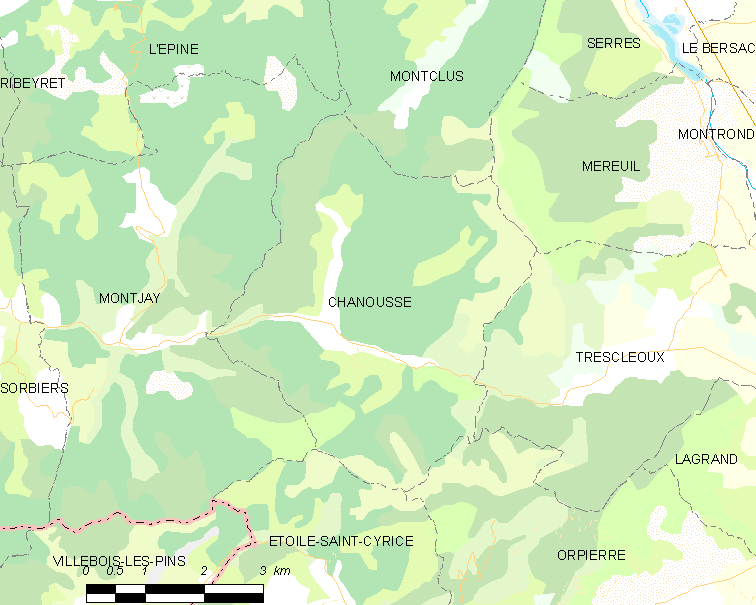
沙努斯的OSM定位图

沙努斯的时区为UTC+01:00、UTC+02:00（夏令时）。

## 行政
沙努斯的邮政编码为05700，INSEE市镇编码为05033。

## 政治
沙努斯所属的省级选区为塞尔县。

## 人口

1962-2008年间沙努斯人口变化图示

沙努斯于2022年1月1日时的人口数量为39人。